# Gnamptonychia tiria
Gnamptonychia tiria är en fjärilsart som beskrevs av Druce. Gnamptonychia tiria ingår i släktet Gnamptonychia och familjen björnspinnare. Inga underarter finns listade i Catalogue of Life.